# Thief (sorozat)
A Thief egy elsőszemélyű nézetből játszható számítógépes játék-sorozat, amelyben a játékos a mestertolvaj, Garrett bőrébe bújhat egy olyan környezetben, ahol a késő középkori és viktoriánus környezet keveredik az ipari korszakkal, valamint a természetfeletti erőkkel. Négy játék jelent meg: az eredeti trilógia részeként a Thief: The Dark Project (1998), a Thief II: The Metal Age (2000), valamint a Thief: Deadly Shadows (2004). Az első rész néhány új pályával és rengeteg hibajavítással másodjára is megjelent 1999-ben, Thief Gold néven. 2014-ben megjelent egy új, a játék világában évszázadokkal később játszódó Thief is, 2025-ben pedig a virtuális valóság technológiát kihasználó "Thief VR: Legacy of Shadow".
Az első két rész fejlesztője a Looking Glass Studios. Miután a cég csődbe ment 2000-ben, sok régi dolgozója átigazolt az Ion Storm Inc. austini irodájához, és ott készítették el a harmadik epizódot. A negyedik, szám és alcím nélküli részt az Eidos Montreal fejlesztette.
A Thief játéksorozat stílusteremtő volt játékmechanikájával, innovatív játékmenetével, atmoszférájával, sötét tónusával és a hangok kiemelkedő szerepével. A lopakodós stílus megteremtésével olyan játékoknak ágyazott meg, mint a Tom Clancy's Splinter Cell vagy a Dishonored.

## Játékmenet
A játék célja az, hogy a küldetéseket minél észrevétlenebbül hajtsuk végre és lehetőség szerint ne ütközzünk meg az ellenséggel. Emiatt a játékot a first person sneaker jelzővel illetik, az első személyű nézetre tekintettel.
A játékmenet fontos részét képezik a hangok. Ugyanis nemcsak mi hallhatjuk az ellenfeleket, hanem ők is minket, attól függően, hogy mit csinálunk vagy milyen felületen haladunk, és még az is számít, hogy milyen gyorsan. Szerencsére az ő ténykedéseiket is legalább ilyen jól hallhatjuk. Váratlan események vagy hanghatások hatására az ellenfelek gyanakvóvá válhatnak, és elindulnak felderíteni közvetlen környezetüket. Minél csendesebb közlekedésünk érdekében számtalan stratégiát alkalmazhatunk.
Nemcsak a hanghatások számítanak, hanem a fény és a sötétség is. Ennek érzékelésében van segítségünkre egy ékkő alakú kijelző. Amikor sötét zugba húzódunk, az ékkő elsötétedik. Ha teljesen sötét, akkor gyakorlatilag láthatatlanná váltunk az üldözők számára. Ám elég egy kivont kard vagy egy megfeszített íj, és máris láthatóbbá válhatunk. Számos sötét sarok található a játékban, de vannak olyan folyosók is, melyek túlontúl jól vannak megvilágítva. Ilyen esetekre használhatjuk a speciális vizes és gázos nyílvesszőket, melyek képesek kioltani a fáklyákat. Az elektromossággal működő lámpák esetén ez a trükk nem működik, de a második résztől kezdve ha megtaláljuk a kapcsolót, leolthatjuk őket. A harmadik résztől kezdve pedig a kisebb fényforrások, mint például egy gyertya, kézzel is elolthatóak. A második résztől kezdve megjelentek a különféle kamerák, melyeket szintén lekapcsolhatunk, de meg is semmisíthetünk. A sétáló civilek és az őrök észrevehetik, ha egy fényforrás kialudt, és gyanús lesz nekik, főleg ha valami értékeset el is loptak már. A harmadik epizódtól egyes őrök fáklyával a kezükben sétálnak, az ő kiiktatásuk nehéz.
A főszereplő egyik szeme valamennyi játékban módosult. Az első három játékban főhősünk mechanikus szemet kap, miután elveszti a sajátját, a negyedik játékban pedig egy misztikus esemény során kerül bele egy darab mágikus kristály. Mindkét esetben fókuszálásra alkalmas a szem, azonban míg a mechanikus szem limitáltabb képességeket ad, a negyedik részben főként abban segít, hogy olyasmit lássunk, amit normál látással nem lehet.
Fontos tulajdonsága a játékoknak még a felfedezés szabadsága. Az első két rész egymás után következő térképek sora volt ugyan, de a környezet mindennemű időlimit vagy megkötés nélkül szabadon bebarangolható volt. A harmadik epizódtól kezdve a küldetések helyszínei közt a cselekmény helyéül szolgáló város utcáin keresztül tudunk közlekedni, szabadon választott módon. Az egyedüli megkötést a nehézségi szintek biztosítják, nehezebb szinteken előírás lehet pl. meghatározott összegű vagyon összelopása, a gyilkolás teljes mértékű elkerülése, illetve az első részekben a kezdőpontra való visszajutás.

## Szervezetek
A játék helyszíne a név nélküli Város, mely egyfajta steampunk környezetben létezik: úgy néz ki és úgy is működik, mint egy 19. századi viktoriánus város, ugyanakkor az ipari forradalom technikai fejlettségét középkori miliő lengi be. Van például elektromosság, de nincsenek lőfegyverek, helyette kardokkal és nyilakkal vannak felszerelkezve az emberek. A várost a Báró vezeti, aki az első részekben csak említés szintjén bukkan fel. A várost gazdag és korrupt nemesek mellett szegény sorsú emberek lakják, a rendet a városi őrség tartja fenn. Emellett néhány frakció is létezik, akik a természetfeletti erőkkel és misztikus tudományokkal jó barátságban vannak.

### Az Őrzők
Egy titkos társaság, akik feladatul tűzték ki a világ egyensúlyának megőrzését. Egykor ők nevelték fel az első három játék főhősét, Garrettet is, aki azonban elhagyta őket, hogy a tőlük tanultakat a bűn szolgálatába állítsa. Ennek ellenére az Őrzőkkel a jövőben is rendszeresen összeakad: a társaság birtokában van minden olyan próféciának, mely az eljövendő eseményekkel kapcsolatos, és ezek megakadályozása érdekében a mestertolvajt próbálják meg rábírni, hogy segítsen nekik. Az Őrzők szeretnek a háttérben maradni, létezésükről a város mit sem tud.

### Kalapácsosok
Egy fanatikus vallási csoport. Az Építőt imádják istenükként, és tisztelnek mindent, ami két kezük munkájából készült. Rendet és erkölcsi tisztaságot követelnek, ezért gyűlölik a tolvajokat és a kisstílű bűnözőket, de még jobban gyűlölik ősi ellenségeiket, a pogányokat. Nézetük szerint az Építő és a pogányok istene, a Fenevad örökös harcban állnak egymással. Szimbólumuk a kalapács, amelyet katedrálisaikra, ruháikra és egyéb jelképeikre is elhelyeznek. A történet kezdetén befolyásuk a világ dolgaira még igen nagy: börtönöket és bányákat üzemeltetnek, rendfenntartó egységeik járják az utcákat, élénk irodalmi tevékenységet folytatnak, illetve megküzdenek az időről időre felbukkanó természetfeletti lényekkel. Beszédük jellegzetesen óangolra hasonlít. A későbbiek folyamán fokozatosan eljelentéktelenednek, ahogy a történet előrehalad.

### Mechanisták
A Kalapácsosok meggyengülésekor belőlük kivált szekta. Vezetőjük Karras, a karizmatikus pszichopata pap, aki újraértelmezte a hammeriták írásait az Építőről. A mechanisták a Kalapácsosokkal ellentétben, akik a rendet és a békét az építő munkájukkal összhangban valósítják meg, technológiai fejlesztési szándékukat tartják mindennél fontosabbnak. Felbukkanásuk idején a Várost elárasztották különféle szerkezeteik: kamerák, ágyúk, gramofonok, sőt gőzzel működő robotok. Mind közül a legbizarrabb "találmányaik" az úgynevezett Szolgák: az utcákról összefogdosott szerencsétlenek, akiket különleges aranymaszkok segítségével változtatnak engedelmes, robotszerű háziszolgává. Megjelenésükkel a mechanisták teljesen a háttérbe szorították a Kalapácsosokat, akik őket eretneknek tartják, de kerülik a nyílt konfrontációt.  Karras mesterkedéseinek hatására a mechanisták nem különülnek el az emberektől, sőt a Város életében elég nagy szerepet játszanak, aminek következtében a legsötétebb intrikákról is tudomásuk van. Karras őrült tervet próbál megvalósítani, és ebben morális fékek sem gátolják. Célja az organikus élet felszámolása és a gépek uralmával a Fémkorszak elhozatala. Akárcsak anyaegyházuk, ők sem szívelik a pogányokat.

### Pogányok
A természetet és a káoszt mindenek felé helyező emberek, akik elvetik a technológiák alkalmazását. A Városon kívül élnek a természetben, és harmóniában élnek a különféle természetfeletti lényekkel. Mezítlábasként ábrázolják őket, akik megvetik a városlakókat, és gyűlölik a Kalapácsosokat valamint a mechanistákat. Furcsa akcentussal beszélik az angolt. Istenségként a Fenevadat imádják, akinek az eljövetele az első játék központi témája.

## Visszatérő karakterek
A felsorolásban csupán a klasszikus trilógia szereplői kerülnek ismertetésre, az új Thief-ben játszott szerepük megemlítésével.
- Garrett: a játék főhőse. Cinikus, önző alak, akit csak az érdekel, hogy minél többet tehessen zsebre. Gyermekkorában árván lopott az utcákon, mikor egy Őrző rátalált, és közösségébe vitte. Garrett azonban felcseperedvén elhagyta a rendet és megszerzett képességeit a bűn szolgálatába állította. Mindezek ellenére rendkívül humánus, csak akkor öl, ha tényleg muszáj, és sok emberrel van jóban. Képességeire sötét erők is felfigyeltek, és miattuk veszítette el egyik szemét is, melyet mechanikus szemmel helyettesít. Leszármazottja, a sok száz évvel később élő Garrett ugyancsak mestertolvaj, aki felmenőjéhez hasonló, de barátságosabb attitűddel bír.
- Artemus őrző: ő talált rá Garrettre gyerekkorában az utcán. Rendületlenül hisz a tolvaj zseniális képességeiben és tehetségében, noha neki esze ágában sincs ezeket az Őrzők érdekében használni. Artemus hasonló rejtőzködő képességekkel bír, mint Garrett, így képes őt bármikor meglepni. A harmadik rész végén feltehetőleg meghalt.
- Viktória: egy erdei nimfa, az első rész egyik főellensége, aki elvette Garrett fél szemét. Később azonban szövetségesekké válnak, hogy végezhessenek az őrült Karrasszal. Kettejük viszonya meglehetősen barátira fordul, míg Viktória a mechanista katedrális ellen indított harcban életét nem veszti.
- Orland őrző: az Őrzők vezetője, meglehetősen fellengzős, a hivatalos utat mindig betartó ember, aki ki nem állhatja Garrettet.
- Caduca fordító: egy női Őrző, aki képes a próféciákat tartalmazó rúnák olvasására. Képességének ára van: a fordítás hatására sokkalta gyorsabban öregedik, mint egy átlagos ember, így veszi elejét a prófécia, hogy egy halandó ember túl sokat megtudjon belőlük. Mivel az azokban található információ rendkívüli fontossággal bír, így az őrzők gyakorta fordulnak hozzá tanácsért, noha az általa kiolvasott információk gyakran homályosak vagy kétértelműek. A harmadik részben a Boszorkány végez vele.
- Gamall fordító: Caduca asszisztense, egy sápadt kislány, aki a nő által kiolvasott dolgokat fordítja le, egyben az ő jövőbeli utódja lett volna. Kiderül azonban, hogy a kislány igazából már régóta halott, külsejét pedig céljai érdekében a Boszorkány vette fel.
- Benny: részeges őr, aki a játék mindegyik részében felbukkan. A 2014-es epizódban egy Lenny nevű részeg őr szerepel, mint a karakter utódja.
- Basso: profi bokszoló, akit az első részben meg kell szöktetnünk a börtönből testvére kérésére, majd a második részben menyasszonyát kell elrabolnunk. A 2014-es részben a karakter teljesen más szerepbe kerül: egy kocsma alagsorában működik, mint jó pénzkereseti lehetőséget tudó informátor, a tolvajok elosztója.

## Történelme[2]
A Thief sorozat világában a misztikus és a természetfeletti a háttérben húzódik, a városlakók mindennapjait szinte egyáltalán nem befolyásolja. A felszín alatt azonban különös erők viaskodnak, melyek harcába mi magunk is becsatlakozunk.
A világot két, egymással ellentétes istenség, az Építő és a Fenevad teremtette. Mindkettejük más-más irányba akarta terelni az emberiséget, és végül az Építő győzött. A játékokban több helyen láthatunk olyan, keresztény műalkotásokra emlékeztető ereklyéket a Kalapácsosoknál, mely ezt ábrázolja. Háborújuk idején a Fenevad megkörnyékezte a gyíkszerű kurshok népet, amely istenként tisztelte őt, ám egy nap, erejüktől való félelmében, leszámolt a néppel. Városuk megsemmisült, egyedül fellegváruk maradt meg, a föld mélyébe süllyesztve. Városukat a harmadik epizódban látogathatjuk meg.
A majdani Város helye ekkor épült be először. Nem tudni, hogy ez szempont volt-e a helyszín kiválasztásánál, de a környéket teljes egészében átjárta egyfajta misztikus energia. Egy ősi civilizáció, mely városát Karath-Dín névre keresztelte, uralta a területet. Utolsó császáruk, Va-Toran önző és szeszélyes volt, és láthatólag nem törődött vele, hogy milyen kataklizmát jósoltak a próféták az egyre gyakoribbá váló földrengésekből. Végül egy ismeretlen eredetű pusztító kataklizma elpusztította Karath-Dínt, mely a föld alá süllyedt. A Thief első két epizódjában el is látogatunk az Elveszett Város néven ismert helyre.
Az Elveszett Város pusztulása után, ismeretlen időpontban jött létre az Őrzők közössége, akik felfedezték a rúnákat és az általuk hordozott titkos, kétértelmű szövegeket. Tudván, hogy a világ sorsa is múlhat ezeken, elkezdik tanulmányozni és gondozni ezeket, és mindeközben végig a háttérben maradtak. Az ősi Őrzők egyike, Gamall, megismerkedik a rúnák mágiájával, és ezt felhasználva nagy hatalomra és örök fiatalságra kíván szert tenni. Mielőtt sikerrel járhatna, az ősi Őrzők saját rúnáik segítségével megakadályozzák ezt és az ekkor már Boszorkány néven ismert Gamall jó időre eltűnik.
Valamikor ezt követően megalapítják a Várost, első bárója Lawrence Black lesz. Az Építőt istenítő vallásos szekta, a Kalapácsosok a Város vezető erejévé válnak, míg a Fenevadat dicsőítő pogányok a városon kívül rekednek. A Kalapácsosok kutakodásaik közepette felfedeznek egy értékes ereklyét, a Szemet, amit a régi városnegyedben lévő katedrálisukba vittek. Furcsa jelenségek történtek körülötte: például minden további nélkül képes volt helyet változtatni. A Szem hamarosan elkezdte feltámasztani a halottakat. A városi tanács a katedrális környékét és az egész régi városrészt fallal zárta körül, hogy távol tartsa a zombikat. A katedrális kapuit rúnákkal zárták le az Őrzők, melyeket különféle helyeken rejtettek el: a Kalapácsosoknál, az Elveszett Városban, ősi barlangok mélyén, illetve a mágusoknál. Az utókor csak Nagy Járványként emlegette a történteket. (kb. 50 évvel az első játék történései előtt)
Nagyjából ebben az időben a Shalebridge árvaház is leég. Az újra felbukkanó Boszorkány megöli az egyik ott élő kislányt, Laurylt, és felveszi a külsejét, hogy beépüljön az Őrzők közé.
A játékok cselekménye azzal kezdődik, hogy az Őrzők Diocen fordító helyére Caducát nevezik ki. Diocen volt az, aki kiolvasta a misztikus iratokból, hogy három sötét kor is eljöhet a közeljövőben: az Első Kor, a Fémkorszak, és a Sötétség Kora. Az első három játék ezek történetét dolgozza fel. Főhősünk, Garrett tízévesen az Őrzők közé kerül, és ők nevelik fel az árva tolvajgyereket. Húszévesen azonban kilép közülük, és tehetségét inkább tolvajkodása során használja fel. Egy Constantine nevű illető felbérli, hogy szerezze meg a Szemet a katedrálisból. Kalandos úton megteszi, ám ekkor az illető lelepleződik: ő a Fenevad nevű ősi pogány istenség. Újra életre kelti a Szemet, amelyhez kitépi Garrett egyik szemét. Az Első Kor (mely a Fenevad visszatérését jelzi) eljövetelét megakadályozandó, Garrett félbeszakítja a szertartását egy hamis Szemmel, aki így ismét az árnyak közé süllyed. Egy fanatikus vallási vezető, a Kalapácsos Karras műszemet adományoz Garrettnek, majd megalapítja a Mechanista szektát. Garrett továbbra is legszívesebben távol maradna az eseményektől, de az Őrzők szerint a sorsát nem kerülheti el, hiszen a próféciák szerint a Fenevad halálát követően eljön a Fémkorszak.
Egy évvel később Truart seriff kerül a városi rendészet élére. Támogatásának hála a mechanisták fejlődésnek indulnak, míg a Kalapácsosok eljelentéktelenednek. Miközben a külvilág felé zéró toleranciát hirdet a bűnözéssel szemben, titokban a seriff bűnözőket gyűjt a mechanisták számára egy titkos "Szolga"-projekthez. Miután az életére törnek, Garrett is belekeveredik az eseményekbe. Régi ismerősbe botlik: Viktória, a Fenevad jobbkeze most a segítségét kéri. A szolga-projekt nem más célt szolgál, mint hogy minden élő létformát elpusztító gázt juttasson Karras a levegőbe. Kettejük szövetsége végül győzelmet ér: a mechanista katedrálist elpusztítják, mielőtt a terv, a Fémkorszak eljövetele beteljesülne. A mechanistákat törvényen kívül helyezik, tagjaik bíróság előtt felelnek. A Kalapácsosok újra megerősödnek. Garrett megdöbben, amikor megtudja, hogy az összes eddigi tette meg volt írva előre, és arra kéri az Őrzőket, hogy meséljenek neki többet.
A Sötétség Kora, amelyről a próféciák szólnak, meglehetősen sejtelmes. Garrettnek különféle ereklyéket kell összegyűjtenie azért, hogy segítsen a megfejtésnél. A fordítót, Caducát, valaki megöli, és Garrett lesz az első számú gyanúsított. Akarva-akaratlanul rájön, hogy az Őrzők közt rejtőzik a Boszorkány, és a Sötétség Korának eljövetelétől már csak hajszál választja el őket. Őrző-rúnák segítségével végül végez a teremtménnyel. A boszorkány halálával eltűnik minden rúna, minden mágia, és az Őrzők minden tanítása. Könyveikben csak üres lapok ásítoznak, épületeik eltűnnek. Garrett az Őrzők közt marad, aki egy ifjú tolvaj személyében megtalálta lehetséges tanítványát.
Néhány évvel az események után Ulysses Northcrest báró idején az összes régi vallást, beleértve a Kalapácsosok és a pogányok rituáléit is, betiltották, nyomaikat eltüntették. Garrettet, a mestertolvajt a Moira Elmegyógyintézetből kialakított börtönbe záratta, ahol az elrejtett egy festményt, néhány ősrégi pénzérmét, valamint egykor használt mechanikus szemét. Hogy kikerült-e innen élve vagy sem, kérdéses.
Pár száz évvel ezt követően lázadások törnek ki, melyeket sikeresen levernek, illetve egy nagy vihar, valamint egy óriási tűzvész komolyan megrongálja a Város épületeit. Másodjára is összedől a város híres óratornya, az újjáépítése pedig egy ponton megakad, amikor a rejtélyes balesetek miatt elátkozottságot gyanító munkások nem hajlandóak rajta tovább dolgozni.
Elias Northcrest lesz a tizedik Northcrest-báró. Elhatározza, hogy a technikai fejlődés segítségével teljesen új alapokra helyezi a várost, és modern formában építi újjá. Az újra erőre kapni látszó szektákat betiltja. A báró, Cornelius és Bloumont kutatásaik közben találnak egy összedőlt ősi épületben egy régi tekercset, melyen rúnák találhatók. A rúnák egy ismeretlen, ősi energia uralásának ígéretéről szólnak. Fel is használják azt, céljaik elérésére, de ennek ára van: a báró idő előtt megöregszik és nem lehet gyereke.
Egy új Garrett (a régi távoli leszármazottja) és társa, Erin, betörnek a Northcrest birtokra, ahol éppen egy rituálé zajlik. Lopási kísérletük balul üt ki, a lányt halottnak hiszi, mikor egy összedőlő épület miatt elveszti az eszméletét. Egy teljes év telik el, mire magához tér. Egy újabb járvány üti fel a fejét, a báró emiatt lezárja azt. A magához tért Garrett újra munkákat vállal, egyik szeme a rejtélyes energiának köszönhetően különleges képességekre tett szert.
A báró ellen szervezett lázadás Garretten keresztül próbál célt érni. Vezetője, Orion azonban nem más, mint a báró eltitkolt féltestvére, aki a járvány okozta káoszt akarja kihasználni. A járvány okozója a rejtélyes kő, amely az energiát hordozza: egy része a még mindig élő Erinben van, egy darabkája pedig Garrett szemében. Orion a kő energiáját használva akarja meggyógyítani az embereket, nem sejtve, hogy ezzel szörnyetegekké változtatja őket.
Garrett ténykedésének köszönhetően a kristály újra összeáll, a járvány megszűnik, a lázadás pedig véget ér. Erin halottnak tűnik ismét, de ez a bizonyítékok alapján nem is olyan biztos.

## A játékok

### Thief: The Dark Project
A kultuszteremtő első részt a Looking Glass fejlesztette, és 1998-ban adta ki, a házon belül fejlesztett Dark Engine használatával. Forradalmi volt abban az időben a játékmenet, mivel egy elsőszemélyű akciójáték leginkább az ellenfelek tömeges leölésére volt kihegyezve. Ezzel szemben a Thief főhőse nem rendelkezik jó fizikai kondícióval, és harcolni sem képes valami ügyesen, ezért legfontosabb fegyvere az árnyék. A játék, bár rendkívül népszerű lett, mégis sok kritikát kapott, elsősorban a zombikkal és egyéb különös lényekkel vívott ádáz harcok miatt, amelyeket sokan nem éreztek odaillőnek. 1999-ben újra megjelent, Thief Gold néven. Némi hibajavításon túl tartalmazott három új pályát is, melyeket ügyesen illesztettek bele a már meglévő cselekménybe. Ajándékba adtak hozzá egy pályaszerkesztőt (ez volt a híres DromEd), valamint egy making of-videót.

### Thief II: The Metal Age
Az első rész folytatása 2000-ben jelent meg, szintén a Looking Glass fejlesztésében. Ugyanaz a grafikus motor és környezet köszönt vissza a játékban, újdonságot legfeljebb az időjárási elemek és a színes fényforrások jelenthettek. Néhány új segédelem is bekerült, mint például a mechanikus szem, valamint a női őrség itt jelent meg először. A második részben jóval több lopakodásra alkalmas küldetés található, amelyekben a városi gazdagokat kell kifosztani ahelyett, hogy különféle szörnyekkel hadakoznánk. Az első részben megismert lények közül egyébként csak mutatóba láthatunk párat: a sárkánygyíkok feje helyenként trófeaként látható, helyenként egy-egy szellem felbukkan, élőhalottakat pedig csak a titkos helyszíneken találhatunk. A  "Thief II Gold" már fejlesztés alatt volt, mikor a Looking Glass csődbe ment, így sosem jelent meg.

### Thief: Deadly Shadows
A csődbe ment Looking Glass helyett az Ion Storm fejlesztette a harmadik epizódot, részben a régi fejlesztőgárdával. A játék új grafikus motort kapott: a Deus Ex: Invisible War által is használt, erősen módosított Unreal Engine-t. Ez az epizód Xbox-ra is megjelent, és épp ezért nem szerepel a 3-as megjelölés a játék hivatalos címében. Hatalmas változások történtek a játékmenetben: mostantól az egész város egyetlen nagy teret alkot, melyben szabadon kalandozhatunk, a városrészek közé integrált töltési rendszerrel. Bekerült a harmadik személyű nézet, valamint a falhoz lapulás képessége. Látványos újdonság volt még a grafikus motor segítségével most már kivitelezhető mozgó fényforrások rendszere.

### Thief (2014)
Bezárása előtt az Ion Storm elkezdett gondolkodni a Thief-sorozat folytatásán, noha annak sztorija lezártnak volt tekinthető. Az akkoriban elkészített vázlatok alapján a klasszikus trilógia történetét öntötték volna modern köntösbe. Ez azonban a néhány vázlatrajzon kívül hamvába holt. 2009-ben az Eidos Montreal kiadott egy közleményt, mely szerint egy régi Thief folytatását tervezik. Hamarosan le is leplezték, hogy valóban készül a folytatás, mely 2014-ben jelent meg. Cselekménye több száz évvel az előző rész után játszódik, a klasszikus trilógia történéseire számtalan visszautalás található ősrégi iratok vagy elfeledettnek hitt helyszínek képében.

## Pályatervezés
Az első két játékhoz a rajongók számtalan kiegészítést fabrikáltak a DromEd nevű pályaszerkesztővel. Néhány pálya annyira megtetszett a szerkesztőknek, hogy fejlesztőiket az Ion Storm Austinhez hívták dolgozni a Thief harmadik részéhez. A rajongói nyomásra a Deadly Shadows is kapott egy pályakészítőt 2005-ben.

## Fordítás
- Ez a szócikk részben vagy egészben  a   Thief (series) című angol Wikipédia-szócikk ezen változatának fordításán alapul.  Az eredeti cikk szerkesztőit annak laptörténete sorolja fel. Ez a jelzés csupán a megfogalmazás eredetét és a szerzői jogokat jelzi, nem szolgál a cikkben szereplő információk forrásmegjelöléseként.

## Forráshivatkozások
1. ↑  CITY TIMELINE – A REVISIONIST PERSPECTIVE. archive.is, 2012. június 30. [2012. június 30-i dátummal az eredetiből archiválva]. (Hozzáférés: 2020. január 10.)
2. ↑  Timeline (angol nyelven). Thief Wiki. (Hozzáférés: 2020. január 10.)
3. ↑  Looking Glass Studios - History. web.archive.org, 2014. december 10. [2014. december 10-i dátummal az eredetiből archiválva]. (Hozzáférés: 2020. január 10.)
4. ↑  http://www.gamespot.com/news/blogs/rumor-control/909119209/26870198/thief-4-stepping-out-of-shadows-may-11.html
5. ↑  Eidos Confirms Thief 4 | News | Edge Online. archive.is, 2013. január 15. [2013. január 15-i dátummal az eredetiből archiválva]. (Hozzáférés: 2020. január 10.)
6. ↑  Thief 4 Storyboard Concept Images Leaked; Set in London? (amerikai angol nyelven). (Hozzáférés: 2020. január 10.)

## Külső hivatkozások
- Thief: The Dark Wiki
- Thief sorozat Archiválva 2013. május 25-i dátummal a Wayback Machine-ben a MobyGames adatbázisában